# Chad Gadya

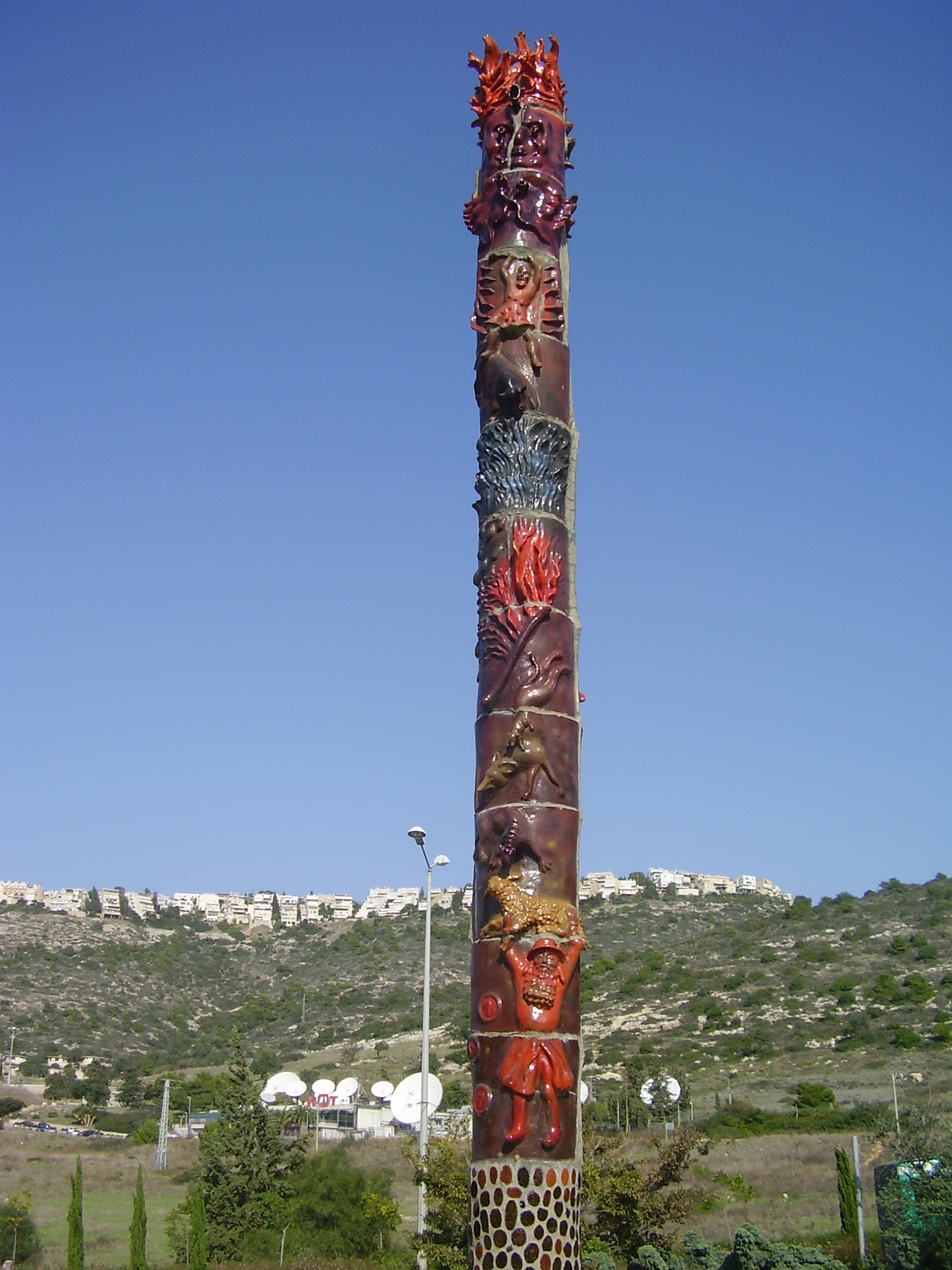
Una colonna raffigurante i simboli citati in Chad Gadya nel centro di Castra, ad Haifa

Chad Gadya o Had Gadya (in aramaico: חַד גַדְיָא chad gadya, "un capretto"; in ebraico: גדי אחד, gedi echad) è un brano musicale con struttura cumulativa, cantato alla fine del Seder di Pesach, ovvero la cena che segna l'inizio della Pasqua ebraica.
Nel testo del brano, di cui si hanno testimonianze scritte a partire dal XVI secolo, si avvicendano varie figure simboliche, a cui sono state attribuite diverse interpretazioni. Secondo quella più comune (diffusa inizialmente in un pamphlet stampato a Lipsia nel 1731 da Philip Nicodemus Lebrecht), Chad Gadya farebbe riferimento alle popolazioni che conquistarono la Terra di Israele nel corso dei secoli: il capretto rappresenterebbe il popolo ebraico, il gatto l'Assiria, il cane Babilonia, il bastone la Persia, il fuoco l'Impero macedone, l'acqua l'Impero romano, il bue i Saraceni, il macellaio i Crociati, l'angelo della morte l'Impero ottomano; alla fine, il Dio degli Ebrei ritorna per ricondurre nuovamente il popolo ebraico ad Israele. Inoltre, i due zuzim citati nel ritornello si riferirebbero alle due Tavole della Legge consegnate a Mosè sul Monte Sinai (oppure si riferirebbero a Mosé ed Aronne).
Il brano, al di fuori del suo contesto religioso, ha ispirato molte altre composizioni musicali, tra cui si ricordano Alla fiera dell'est di Angelo Branduardi del 1976 e la versione reinterpretata in chiave pacifista da parte di Chava Alberstein del 1989.

## Testo
|              | Italiano UN CAPRETTO                                                                       | Traslitterazione dell'ebraico Chad Gadya                      | Traslitterazione dell'aramaico ħad gadyā          | Aramaico חַד גַּדְיָא                     |
| ------------ | ------------------------------------------------------------------------------------------ | ------------------------------------------------------------- | ------------------------------------------------- | ------------------------------------ |
| Versetto 1:  |                                                                                            |                                                               |                                                   |                                      |
|              | Un capretto, un capretto:                                                                  | Chad gadya, chad gadya,                                       | ħaḏ gaḏyā, ħaḏ gaḏyā,                             | חַד גַּדְיָא, חַד גַּדְיָא                     |
|              | Che mio padre comprò per due zuzim.                                                        | dizabin abah bitrei zuzei.                                    | dəzabbīn abbā biṯrē zūzē.                         | דְּזַבִּין אַבָּא בִּתְרֵי זוּזֵי                  |
| Versetto 2:  |                                                                                            |                                                               |                                                   |                                      |
|              | Un capretto, un capretto:                                                                  | Chad gadya, chad gadya,                                       | ħaḏ gaḏyā, ħaḏ gaḏyā,                             | חַד גַּדְיָא, חַד גַּדְיָא                     |
|              | Venne il gatto e mangiò il capretto,                                                       | ve-ata shunra ve-akhlah le-gadya                              | wəʔāṯā šūnrā wəʔāḵlā ləgaḏyā                      | וְאָתָא שׁוּנְרָא, וְאָכְלָה לְגַדְיָא              |
|              | Che mio padre aveva comprato per due zuzim.                                                | dizabin abba bitrei zuzei.                                    | dəzabbīn abbā biṯrē zūzē.                         | דְּזַבִּין אַבָּא בִּתְרֵי זוּזֵי                  |
| Versetto 3:  |                                                                                            |                                                               |                                                   |                                      |
|              | Un capretto, un capretto:                                                                  | Chad gadya, chad gadya,                                       | ħaḏ gaḏyā, ħaḏ gaḏyā,                             | חַד גַּדְיָא, חַד גַּדְיָא                     |
|              | Venne il cane e morsicò il gatto, che aveva mangiato il capretto,                          | ve-ata kalba ve-nashakh le-shunra, de-akhlah le-gadya         | wəʔāṯā ḵalbā wənāšaḵ ləšūnrā, dəʔāḵlā ləgaḏyā     | וְאָתָא כַלְבָּא ,וְנָשַׁךְ לְשׁוּנְרָא, דְּאָכְלָה לְגַדְיָא  |
|              | Che mio padre aveva comprato per due zuzim.                                                | dizabin abba bitrei zuzei.                                    | dəzabbīn abbā biṯrē zūzē.                         | דְּזַבִּין אַבָּא בִּתְרֵי זוּזֵי                  |
| Versetto 4:  |                                                                                            |                                                               |                                                   |                                      |
|              | Un capretto, un capretto:                                                                  | Chad gadya, chad gadya,                                       | ħaḏ gaḏyā, ħaḏ gaḏyā,                             | חַד גַּדְיָא, חַד גַּדְיָא                     |
|              | Venne il bastone e picchiò il cane,                                                        | ve-ata chutra, ve-hikkah le-khalba                            | wəʔāṯā ħūṭrā, wəhikkā ləḵalbā                     | וְאָתָא חוּטְרָא, וְהִכָּה לְכַלְבָּא               |
|              | che aveva morsicato il gatto, che aveva mangiato il capretto,                              | de-nashakh le-shunra, de-akhlah le-gadya                      | dənāšaḵ ləšūnrā, dəʔāḵlā ləgāḏyā                  | דְּנָשַׁךְ לְשׁוּנְרָא, דְּאָכְלָה לְגַדְיָא             |
|              | Che mio padre aveva comprato per due zuzim.                                                | dizabin abba bitrei zuzei.                                    | dəzabbīn abbā biṯrē zūzē.                         | דְּזַבִּין אַבָּא בִּתְרֵי זוּזֵי                  |
| Versetto 5:  |                                                                                            |                                                               |                                                   |                                      |
|              | Un capretto, un capretto:                                                                  | Chad gadya, chad gadya,                                       | ħaḏ gaḏyā, ħaḏ gaḏyā,                             | חַד גַּדְיָא, חַד גַּדְיָא                     |
|              | Venne il fuoco e bruciò il bastone,                                                        | ve-ata nura, ve-saraf le-chutra                               | wəʔāṯā nūrā, wəśārap̄ ləħūṭrā                      | וְאָתָא נוּרָא, וְשָׂרַף לְחוּטְרָא               |
|              | che aveva picchiato il cane, che aveva morsicato il gatto, che aveva mangiato il capretto, | de-hikkah le-khalba, de-nashakh le-shunra, de-akhlah le-gadya | dəhikkā ləḵalbā, dənāšaḵ ləšūnrā, dəʔāḵlā ləgāḏyā | דְּהִכָּה לְכַלְבָּא ,דְּנָשַׁךְ לְשׁוּנְרָא, דְּאָכְלָה לְגַדְיָא |
|              | Che mio padre aveva comprato per due zuzim.                                                | dizabin abba bitrei zuzei.                                    | dəzabbīn abbā biṯrē zūzē.                         | דְּזַבִּין אַבָּא בִּתְרֵי זוּזֵי                  |
| Versetto 6:  |                                                                                            |                                                               |                                                   |                                      |
|              | Un capretto, un capretto:                                                                  | Chad gadya, chad gadya,                                       | ħaḏ gaḏyā, ħaḏ gaḏyā,                             | חַד גַּדְיָא, חַד גַּדְיָא                     |
|              | Venne l'acqua e spense il fuoco,                                                           | ve-ata maya, ve-khavah le-nura                                | wəʔāṯā mayyā, wəḵāḇā lənūrā                       | וְאָתָא מַיָּא, וְכָבָה לְנוּרָא                 |
|              | che aveva bruciato il bastone, che aveva picchiato il cane,                                | de-saraf le-chutra, de-hikkah le-khalba                       | dəšārap̄ ləħūṭrā, dəħikkā ləḵalbā                  | דְּשָׂרַף לְחוּטְרָא ,דְּהִכָּה לְכַלְבָּא              |
|              | che aveva morsicato il gatto, che aveva mangiato il capretto,                              | de-nashakh le-shunra, de-akhlah le-gadya                      | dənāšaḵ ləšūnrā, dəʔāḵlā ləgāḏyā                  | דְּנָשַׁךְ לְשׁוּנְרָא, דְּאָכְלָה לְגַדְיָא             |
|              | Che mio padre aveva comprato per due zuzim.                                                | dizabin abba bitrei zuzei.                                    | dəzabbīn abbā biṯrē zūzē.                         | דְּזַבִּין אַבָּא בִּתְרֵי זוּזֵי                  |
| Versetto 7:  |                                                                                            |                                                               |                                                   |                                      |
|              | Un capretto, un capretto:                                                                  | Chad gadya, chad gadya,                                       | ħaḏ gaḏyā, ħaḏ gaḏyā,                             | חַד גַּדְיָא, חַד גַּדְיָא                     |
|              | Venne il bue e bevve l'acqua,                                                              | ve-ata tora, ve-shatah le-maya                                | wəʔāṯā tōrā, wəšāṯā ləmayyā                       | וְאָתָא תוֹרָא, וְשָׁתָה לְמַיָּא                 |
|              | che aveva spento il fuoco, che aveva bruciato il bastone,                                  | de-khavah le-nura, de-saraf le-chutra                         | dəḵāḇā lənūrā, dəšārap̄ ləħūṭrā                    | דְּכָבָה לְנוּרָא ,דְּשָׂרַף לְחוּטְרָא              |
|              | che aveva picchiato il cane, che aveva morsicato il gatto, che aveva mangiato il capretto, | de-hikkah le-khalba, de-nashakh le-shunra, de-akhlah le-gadya | dəhikkā ləḵalbā, dənāšaḵ ləšūnrā, dəʔāḵlā ləgāḏyā | דהִכָּה לְכַלְבָּא, דְּנָשַׁךְ לְשׁוּנְרָא, דְּאָכְלָה לְגַדְיָא |
|              | Che mio padre aveva comprato per due zuzim.                                                | dizabin abba bitrei zuzei.                                    | dəzabbīn abbā biṯrē zūzē.                         | דְּזַבִּין אַבָּא בִּתְרֵי זוּזֵי                  |
| Versetto 8:  |                                                                                            |                                                               |                                                   |                                      |
|              | Un capretto, un capretto:                                                                  | Chad gadya, chad gadya,                                       | ħaḏ gaḏyā, ħaḏ gaḏyā,                             | חַד גַּדְיָא, חַד גַּדְיָא                     |
|              | Venne il macellaio (Shochet) e ammazzò il bue,                                             | ve-ata ha-shochet, ve-shachat le-tora                         | wəʔāṯā hašōħēṭ, wəšāħaṯ ləṯōrā                    | וְאָתָא הַשּׁוֹחֵט, וְשָׁחַט לְתוֹרָא               |
|              | che aveva bevuto l'acqua, che aveva spento il fuoco,                                       | de-shatah le-maya, de-khavah le-nura                          | dəšāṯā ləmayyā, dəḵāḇā lənūrā                     | דְּשָׁתָה לְמַיָּא ,דְּכָבָה לְנוּרָא                |
|              | che aveva bruciato il bastone, che aveva picchiato il cane,                                | de-saraf le-chutra, de-hikkah le-khalba                       | dəšārap̄ ləħūṭrā, dəhikkā ləḵalbā                  | דְּשָׂרַף לְחוּטְרָא, דְּהִכָּה לְכַלְבָּא              |
|              | che aveva morsicato il gatto, che aveva mangiato il capretto,                              | de-nashakh le-shunra, de-akhlah le-gadya                      | dənāšaḵ ləšūnrā, dəʔāḵlā ləgāḏyā                  | דְּנָשַׁךְ לְשׁוּנְרָא, דְּאָכְלָה לְגַדְיָא             |
|              | Che mio padre aveva comprato per due zuzim.                                                | dizabin abba bitrei zuzei.                                    | dəzabbīn abbā biṯrē zūzē.                         | דְּזַבִּין אַבָּא בִּתְרֵי זוּזֵי                  |
| Versetto 9:  |                                                                                            |                                                               |                                                   |                                      |
|              | Un capretto, un capretto:                                                                  | Chad gadya, chad gadya,                                       | ħaḏ gaḏyā, ħaḏ gaḏyā,                             | חַד גַּדְיָא, חַד גַּדְיָא                     |
|              | Venne l'angelo della morte e uccise il macellaio,                                          | ve-ata mal'akh ha-mavet, ve-shachat le-shochet                | wəʔāṯā malʔaḵ hammāweṯ, wəšāħaṭ ləšōħēṭ           | וְאָתָא מַלְאַךְ הַמָּוֶת, וְשָׁחַט לְשׁוֹחֵט           |
|              | che aveva ammazzato il bue, che aveva bevuto l'acqua,                                      | de-shachat le-tora, de-shatah le-maya                         | dəšāħaṭ ləṯōrā, dəšāṯā ləmayyā                    | דְּשָׁחַט לְתוֹרָא, דְּשָׁתָה לְמַיָּא                |
|              | che aveva spento il fuoco, che aveva bruciato il bastone,                                  | de-khavah le-nura, de-saraf le-chutra                         | dəḵāḇā lənūrā, dəšārap̄ ləħūṭrā                    | דְּכָבָה לְנוּרָא, דְּשָׂרַף לְחוּטְרָא              |
|              | che aveva picchiato il cane, che aveva morsicato il gatto, che aveva mangiato il capretto, | de hikkah le-khalba, de-nashakh le-shunra, de-akhlah le-gadya | dəhikkā ləḵalbā, dənāšaḵ ləšūnrā, dəʔāḵlā ləgāḏyā | דְּהִכָּה לְכַלְבָּא, דְּנָשַׁךְ לְשׁוּנְרָא, דְּאָכְלָה לְגַדְיָא |
|              | Che mio padre aveva comprato per due zuzim.                                                | dizabin abba bitrei zuzei.                                    | dəzabbīn abbā biṯrē zūzē.                         | דְּזַבִּין אַבָּא בִּתְרֵי זוּזֵי                  |
| Versetto 10: |                                                                                            |                                                               |                                                   |                                      |
|              | Un capretto, un capretto:                                                                  | Chad gadya, chad gadya,                                       | ħaḏ gaḏyā, ħaḏ gaḏyā,                             | חַד גַּדְיָא, חַד גַּדְיָא                     |
|              | Poi venne Il Santo, Che Egli Sia Benedetto,                                                | ve-ata ha-Kadosh Baruch Hu                                    | wəʔāṯā haqqadōš bārūḵ hū                          | וְאָתָא הַקָּדוֹשׁ בָּרוּךְ הוּא                  |
|              | e distrusse l'angelo della morte, che aveva ucciso il macellaio,                           | ve-shachat le-mal'akh ha-mavet, de-shachat le-shochet         | wəšāħaṭ ləmalʔaḵ hammāweṯ, dəšāħaṭ ləšōħēṭ        | וְשָׁחַט לְמַלְאַךְ הַמָּוֶת ,דְּשָׁחַט לְשׁוֹחֵט          |
|              | che aveva ammazzato il bue, che aveva bevuto l'acqua,                                      | de-shachat le-tora, de-shatah le-maya                         | dəšāħaṭ ləṯōrā, dəšāṯā ləmayyā                    | דְּשָׁחַט לְתוֹרָא, דְּשָׁתָה לְמַיָּא                |
|              | che aveva spento il fuoco, che aveva bruciato il bastone,                                  | de-khavah le-nura, de-saraf le-chutra                         | dəḵāḇā lənūrā, dəšārap̄ ləħūṭrā                    | דְּכָבָה לְנוּרָא, דְּשָׂרַף לְחוּטְרָא              |
|              | che aveva picchiato il cane, che aveva morsicato il gatto, che aveva mangiato il capretto, | de-hikkah le-khalba, de-nashakh le-shunra, de-akhlah le-gadya | dəhikkā ləḵalbā, dənāšaḵ ləšūnrā, dəʔāḵlā ləgāḏyā | דְּהִכָּה לְכַלְבָּא ,דְּנָשַׁךְ לְשׁוּנְרָא, דְּאָכְלָה לְגַדְיָא |
|              | Che mio padre aveva comprato per due zuzim.                                                | dizabin abba bitrei zuzei.                                    | dəzabbīn abbā biṯrē zūzē.                         | דְּזַבִּין אַבָּא בִּתְרֵי זוּזֵי                  |